# Romano Rinesi
Romano Rinesi, noto anche come Tito (Genova, 27 agosto 1907 – Lecco, 27 dicembre 1968), è stato un calciatore italiano, di ruolo attaccante.

## Carriera
Iniziò la carriera nello Spezia. Con gli aquilotti vinse il girone B della Lega Nord al termine della Seconda Divisione 1925-1926; Rinesi ed il suo club non ottennero comunque la promozione in massima serie a causa delle riforme introdotte dalla Carta di Viareggio. La stagione successiva con il suo club si piazzò al settimo posto del girone A della Prima Divisione 1926-1927.
Nel 1927 passa al Genoa, club con il quale esordisce il 29 gennaio 1928, nel pareggio casalingo per uno ad uno contro il Milan. La sua prima ed unica rete in rossoblu la segna nella vittoria esterna per 3-0 del 12 febbraio contro la Reggiana.
L'esperienza con il sodalizio rossoblu si conclude dopo quella stagione, con 4 presenze ed una rete.
Nel 1928 passa alla Braidese, militante in Seconda Divisione 1928-1929, la terza serie, club con il quale ottiene il settimo posto.
Nel 1929 torna allo Spezia, che militava in Serie B, dove scese in campo in due occasioni, ed ottenendo la salvezza; militò poi nella Juventus Spezzina.
Nel 1934 passa al Dopolavoro Portuale di Genova, dove chiuderà la carriera al termine della stagione.

## Palmarès
- Seconda Divisione: 1

Spezia: 1925-1926